# Härslövs landskommun
Härslövs landskommun var en tidigare kommun i dåvarande Malmöhus län i Skåne.

## Administrativ historik
Den inrättades som landskommun i Härslövs socken i Rönnebergs härad i Skåne när 1862 års kommunalförordningar trädde i kraft.
Vid kommunreformen 1952 bildade den storkommun genom sammanläggning med tidigare de tidigare landskommunerna Glumslöv, Säby, Örja och Vadensjö.
I samband med nästa kommunreform upplöstes den 1974 och dess område gick upp i  Landskrona kommun.
Kommunkod 1952-1973 var 1212.

### Kyrklig tillhörighet
I kyrkligt hänseende tillhörde kommunen Härslövs församling. Den 1 januari 1952 tillkom församlingarna Glumslöv, Säby, Vadensjö och Örja.

## Geografi
Härslövs landskommun omfattade den 1 januari 1952 en areal av 57,73 km², varav 57,51 km² land.

### Tätorter i kommunen 1960
| Tätort   | Folkmängd |
| -------- | --------- |
| Glumslöv | 569       |
| Härslöv  | 263       |

Tätortsgraden i kommunen var den 1 november 1960 27,9 procent.

## Politik

### Mandatfördelning i valen 1938-1970
| 12 | 8 |

| 20 |

| 12 | 8 |

| 19 |

| 11 | 9 |

| 20 |

| 21 | 8 | 3 | 3 |

| 34 |

| 16 | 7 | 3 | 4 |

| 26 |

| 15 | 7 | 2 | 6 |

| 24 | 6 |

| 17 | 7 | 2 | 4 |

| 26 |

| 15 | 7 | 3 | 5 |

| 25 | 5 |

| 13 | 9 | 3 | 5 |

| 24 | 6 |